# El vuelo del navegante
El vuelo del navegante (título original: Flight of the Navigator) es una película estadounidense de ciencia ficción de la productora independiente Producers Sales Organization y distribuida por Disney, rodada en el año 1986, dirigida por Randal Kleiser y escrita por Mark H. Baker, que cuenta la historia de un niño de 12 años llamado David, abducido por una nave espacial extraterrestre que le traslada 8 años en el futuro.

## Argumento
David Freeman (Joey Cramer) es un niño de 12 años que vive en Fort Lauderdale, Florida (Estados Unidos). La noche del 4 de julio de 1978, su madre Helen (Veronica Cartwright) le pide que vaya a buscar a su hermano Jeff (Albie Whitaker), de 8 años, a casa de uno de sus amigos, al otro lado del bosque. Mientras camina por el bosque, David cae por un barranco, golpeándose la cabeza y quedando inconsciente. David despierta tras lo que a él le ha parecido un momento, y vuelve a casa. Al llegar, sorprendido, encuentra que todo ha cambiado y que ahora está en el año 1986. La policía le lleva a una casa donde se reencuentra con su familia, ocho años después.
Mientras tanto, una nave espacial de origen extraterrestre se ha estrellado contra unas líneas del tendido eléctrico de alta tensión. Varios agentes de la NASA trasladados al lugar, convencen a la policía de que se trata de una nave de su propiedad y la trasladan a su base, donde al intentar estudiarla, la encuentran totalmente hermética e impenetrable. En ese periodo de tiempo, David ha sido trasladado al hospital para investigar por qué no ha envejecido en estos ocho años. Los médicos, al realizarle pruebas en su cerebro, descubren que este almacena una gran cantidad de cartas estelares muy precisas. El científico jefe de la NASA, el doctor Faraday (Howard Hesseman), descubre la historia de David y acuerda que se le traslade a las mismas dependencias donde se encuentra la nave espacial. Allí, escáneres más rigurosos revelan que su cerebro contiene datos extraterrestres y cartas estelares de un planeta desconocido llamado Phaelon, situado a 560 años luz de la Tierra. Los científicos llegan a la conclusión de que David ha viajado a una velocidad mayor a la de la luz, explicando mediante el concepto de la dilatación del tiempo, como David puede haber estado en el espacio cuatro horas, mientras que en la Tierra han pasado ocho años.
Durante su estancia en dependencias de la NASA, David se hace amigo de la ayudante Carolyn McAdams (Sarah Jessica Parker), y le pide que avise a sus padres de que los científicos planean mantenerle encerrado allí. La mañana siguiente, David escucha una voz en su cabeza, aparentemente telepática. David escapa de la habitación escondido en un robot de servicio que le lleva donde se encuentra la nave. Una vez allí, observa como la nave se abre. Al entrar conoce a su piloto, una inteligencia artificial llamada Nave Trimaxión, proveniente del planeta Phaelon, a quien David bautiza como Max (voz de Paul Reubens). Max acepta la orden de David, a quien llama "el navegante", de escapar de la base, llevándolo a una órbita baja terrestre, bajo el océano y, finalmente, a un viaje alrededor del mundo.
Max cuenta a David que su misión es recorrer la galaxia en busca de especímenes biológicos, para llevarlos a Phaelon y estudiarlos antes de devolverlos a sus lugares de origen. En Phaelon descubrieron que los humanos usan tan solo un 10% de su cerebro, y como experimento, el cerebro de David fue rellenado con diversa información, incluidas las cartas galácticas. Max devolvió a David a la Tierra tras ese experimento, pero no lo retornó a su tiempo de origen, dado que los humanos son demasiado delicados como para aguantar un viaje en el tiempo. Mientras Max intentaba abandonar la Tierra para volver a Phaelon, tuvo un accidente y se empotró con unas líneas de alta tensión, borrando de su memoria todas las cartas galácticas y demás datos para poder volver a su planeta. Por ello necesita la información contenida en el cerebro de David.
Cuando Max está preparando el escáner para David, encuentra a éste mirando especímenes extraterrestres que tiene que devolver a sus lugares de origen. David se fija en un Puckmaren, un pequeño ejemplar alienígena, el último de su especie, debido a que su planeta explotó. Tras ello, Max realiza el escaneo a David, pero en el proceso, además de los datos de navegación, también adquiere la habilidad para mostrar emociones, lo cual le aporta un comportamiento más humano.
David y Max comienzan a discutir, a lo que Max responde apagando los sistemas de la nave y dejando a esta en caída libre desde la órbita terrestre, mientras se burla de David porque no consigue hacerse con el control, hasta que encuentra el botón de control manual y comienza a pilotar. A lo largo del viaje alrededor del planeta, el trayecto de la nave está en todo momento monitorizado desde la NASA. Mientras tanto, Carolyn ha contactado con la familia de David y les ha explicado la huida de éste en la nave. Por ello, el Doctor Faraday pone a la familia bajo arresto domiciliario.
Para encontrar el camino a casa, David para en una gasolinera para llamar a su familia, pidiendo a Jeff que haga una señal para que pueda encontrar su nueva casa de 1986. Jeff utiliza varios cohetes pirotécnicos para que David los vea desde el cielo y pueda localizar la casa. Al principio, David está entusiasmado por volver con su familia, pero pierde la esperanza al darse cuenta de que ha perdido ocho años, y que al llegar, varios agentes del gobierno le están esperando. En ese momento, David decide que no pertenece a 1986, se despide de su familia y pide a Max que le devuelva a su propio tiempo, asumiendo el riesgo del viaje temporal.
Max acepta a regañadientes, pero consigue trasladar a David sano y salvo al momento y lugar donde perdió la consciencia en 1978. David rehace el camino a casa y encuentra todo como lo dejó. Su familia le está esperando en una pequeña barca para ver los fuegos artificiales. Ya en la barca, David descubre que ha traído consigo al Puckmaren escondido en la mochila. Jeff también ve al extraterrestre, y juntos acuerdan mantenerlo en secreto.
A través de los fuegos artificiales, David puede ver a Max volando hacia su planeta mientras grita "¡Adelante navegante!" ("See ya later, Navigator!" en la versión original).

## Reparto
| Pista                | Título                              | Notas                          |
| -------------------- | ----------------------------------- | ------------------------------ |
| Joey Cramer          | David Freeman                       |                                |
| Paul Reubens         | la nave trimaxión / Max             | Voz. Acreditado como Paul Mall |
| Cliff DeYoung        | Bill Freeman                        |                                |
| Veronica Cartwright  | Helen Freeman                       |                                |
| Albie Whitaker       | Jeff Freeman, a los 8 años          |                                |
| Matt Adler           | Jeff Freeman, a los 16 años         |                                |
| Sarah Jessica Parker | Carolyn McAdams                     |                                |
| Howard Hesseman      | Dr. Faraday                         |                                |
| Robert Small         | Troy                                |                                |
| Jonathan Sanger      | Dr. Carr                            |                                |
| Richard Liberty      | Sr. Howard                          |                                |
| Iris Acker           | Sra. Howard                         |                                |
| Raymond Forchion     | Detective Banks                     |                                |
| Brittney Vance       | Oficial de policía                  |                                |
| Steve Ramos          | Vigilante nocturno Brayton          |                                |
| Thomas White         | Darrell, entrenador de hockey       |                                |
| Lawrence Mikashus    | Jefe de bomberos de Fort Lauderdale |                                |

## Producción

### Desarrollo inicial
Esta producción fue originalmente concebida dentro del cine independiente por Producers Sales Organizations(PSO). Sin embargo, en 1986, durante la producción de El vuelo del navegante, la compañía PSO acabó en la quiebra y el proyecto tuvo que suspenderse. Fue entonces, cuando el estudio Disney intervino. La compañía compró los derechos de la película por un precio muy bajo y después financió el resto del proyecto para que se pudiera completar.

### Efectos visuales
Grabada al comienzo del desarrollo de la tecnología de animación 3D, El vuelo del navegante fue la primera película rodada en 35 mm en usar la reflexión (mapeado de entorno), creando la ilusión de un objeto cromado en acción. Las imágenes generadas por computador (CGI, Computer-Generated Imagery) fueron producidas por Omnibus Graphics, una de las primeras compañías de animación computarizada, responsable de los anuncios publicitarios en 3D más famosos de los años 80.
Las CGI, sin embargo, no se usaron para diseñar los escalones de la nave suspendidos en el aire. El efecto de la puerta licuándose hasta tomar otra forma, se desarrolló mediante la técnica de stop-motion, creando una serie de estructuras metálicas para cada cuadro de la animación. Estos escalones aparentan soportar el peso de David utilizando una ilusión óptica, ya que se colocaron en delgadas barras puestas en ángulo, de tal manera que los propios escalones ocultan las barras a la cámara. Esta disposición permite incluso mover la cámara, como se puede ver la primera vez que David sube los escalones. Hay que remarcar que cuando él presiona en medio de cada uno, todos ellos se mueven ligeramente.
Se usaron dos maquetas a tamaño real de la nave a lo largo de la película, una con la entrada abierta y la otra sellada. Estas se construyeron de la nada, curvando planchas de madera sobre una estructura metálica, con una capa de imprimación y pintura reflectante. Una de las maquetas tuvo que ser restaurada y actualmente forma parte del decorado del Reino Mágico (el castillo de Cenicienta) en el parque temático Disneyworld, en Orlando (Florida). La otra se puede contemplar en Disney's Hollywood Studios.

### Banda sonora
La banda sonora de la película fue compuesta por Alan Silvestri. A diferencia de sus otras composiciones, esta fue generada enteramente utilizando el Synclavier, uno de los primeros sintetizadores digitales.
| Pista | Título                             |
| ----- | ---------------------------------- |
| 1     | Theme from Flight of the Navigator |
| 2     | Main Title                         |
| 3     | The Ship Beckons                   |
| 4     | David in the Woods                 |
| 5     | Robot Romp                         |
| 6     | Transporting the Ship              |
| 7     | Ship Drop                          |
| 8     | Have to Help a Friend              |
| 9     | The Shadow Universe                |
| 10    | Flight                             |
| 11    | Finale                             |

## Posible Remake
El 25 de mayo de 2009, la revista The Hollywood Reporter anunció que Disney estaba preparando un remake de la película. Brad Copeland estaba escribiendo el guion, y David Hoberman y Todd Lieberman serían sus productores.